# Supercopa de Alemania 2018
La DFL Supercup 2018 fue la novena edición de la Supercopa de Alemania. El partido se disputó el 12 de agosto de 2018 en el Commerzbank-Arena, en Fráncfort del Meno, Alemania. Se jugó entre el Bayern de Múnich, campeón de la Bundesliga 2017-18 y el campeón de la Copa de Alemania 2017-18, el Eintracht Fráncfort.

## Equipos participantes
| Bayern de Múnich    |  |  |  | Campeón de la 1. Bundesliga 2017-18    |
| Eintracht Fráncfort |  |  |  | Campeón de la Copa de Alemania 2017-18 |

### Ficha del partido
| 1          | Guardameta     | Frederik Rønnow    |     |
| 19         | Defensa        | David Abraham      |     |
| 20         | Defensa        | Makoto Hasebe      |     |
| 13         | Defensa        | Carlos Salcedo     |     |
| 24         | Centrocampista | Danny da Costa     |     |
| 19         | Centrocampista | Lucas Torró        |     |
| 6          | Centrocampista | Jonathan de Guzmán | 64' |
| 15         | Centrocampista | Jetro Willems      |     |
| 11         | Delantero      | Mijat Gaćinović    |     |
| 10         | Delantero      | Marco Fabián       | 64' |
| 9          | Delantero      | Sébastien Haller   | 76' |
| Entrenador | Entrenador     | Adi Hütter         |     |

| 1          | Guardameta     | Manuel Neuer       |     |
| 32         | Defensa        | Joshua Kimmich     |     |
| 4          | Defensa        | Niklas Süle        |     |
| 5          | Defensa        | Mats Hummels       |     |
| 27         | Defensa        | David Alaba        |     |
| 8          | Centrocampista | Javi Martínez      |     |
| 6          | Centrocampista | Thiago Alcántara   |     |
| 25         | Centrocampista | Thomas Müller      | 64' |
| 10         | Delantero      | Arjen Robben       | 58' |
| 7          | Delantero      | Franck Ribéry      |     |
| 9          | Delantero      | Robert Lewandowski | 72' |
| Entrenador | Entrenador     | Niko Kovač         |     |

| 7 | Centrocampista | Danny Blum | 64' |
| 4 | Delantero      | Ante Rebić | 64' |
| 8 | Delantero      | Luka Jović | 76' |

| 29 | Centrocampista | Kingsley Coman | 58' |
| 18 | Centrocampista | Leon Goretzka  | 64' |
| 2  | Delantero      | Sandro Wagner  | 72' |

| Anotado | 21' | Robert Lewandowski | 0 – 1 |
| Anotado | 26' | Robert Lewandowski | 0 – 2 |
| Anotado | 54' | Robert Lewandowski | 0 – 3 |
| Anotado | 63' | Kingsley Coman     | 0 – 4 |
| Anotado | 84' | Thiago Alcántara   | 0 – 5 |

| Amonestado | 70' | David Abraham |

| Amonestado | 45+1' | Mats Hummels |

| Árbitro             | Marco Fritz     |
| Árbitros asistentes | Dominik Schaal  |
| Árbitros asistentes | Marcel Pelgrim  |
| Cuarto Árbitro      | Martin Petersen |

| 1          | Guardameta     | Frederik Rønnow    |     |
| 19         | Defensa        | David Abraham      |     |
| 20         | Defensa        | Makoto Hasebe      |     |
| 13         | Defensa        | Carlos Salcedo     |     |
| 24         | Centrocampista | Danny da Costa     |     |
| 19         | Centrocampista | Lucas Torró        |     |
| 6          | Centrocampista | Jonathan de Guzmán | 64' |
| 15         | Centrocampista | Jetro Willems      |     |
| 11         | Delantero      | Mijat Gaćinović    |     |
| 10         | Delantero      | Marco Fabián       | 64' |
| 9          | Delantero      | Sébastien Haller   | 76' |
| Entrenador | Entrenador     | Adi Hütter         |     |

| 1          | Guardameta     | Manuel Neuer       |     |
| 32         | Defensa        | Joshua Kimmich     |     |
| 4          | Defensa        | Niklas Süle        |     |
| 5          | Defensa        | Mats Hummels       |     |
| 27         | Defensa        | David Alaba        |     |
| 8          | Centrocampista | Javi Martínez      |     |
| 6          | Centrocampista | Thiago Alcántara   |     |
| 25         | Centrocampista | Thomas Müller      | 64' |
| 10         | Delantero      | Arjen Robben       | 58' |
| 7          | Delantero      | Franck Ribéry      |     |
| 9          | Delantero      | Robert Lewandowski | 72' |
| Entrenador | Entrenador     | Niko Kovač         |     |

| 7 | Centrocampista | Danny Blum | 64' |
| 4 | Delantero      | Ante Rebić | 64' |
| 8 | Delantero      | Luka Jović | 76' |

| 29 | Centrocampista | Kingsley Coman | 58' |
| 18 | Centrocampista | Leon Goretzka  | 64' |
| 2  | Delantero      | Sandro Wagner  | 72' |

| Anotado | 21' | Robert Lewandowski | 0 – 1 |
| Anotado | 26' | Robert Lewandowski | 0 – 2 |
| Anotado | 54' | Robert Lewandowski | 0 – 3 |
| Anotado | 63' | Kingsley Coman     | 0 – 4 |
| Anotado | 84' | Thiago Alcántara   | 0 – 5 |

| Amonestado | 70' | David Abraham |

| Amonestado | 45+1' | Mats Hummels |

| Árbitro             | Marco Fritz     |
| Árbitros asistentes | Dominik Schaal  |
| Árbitros asistentes | Marcel Pelgrim  |
| Cuarto Árbitro      | Martin Petersen |

|                                     |
| Bandera del Estado Libre de Baviera |
| Campeón Bayern Múnich 7.º título    |